# Germantown (contea di Juneau, Wisconsin)
Germantown è un centro abitato (town) degli Stati Uniti d'America situato nella contea di Juneau nello stato del Wisconsin. La popolazione era di 1,174 persone al censimento del 2000.

## Geografia fisica
Secondo lo United States Census Bureau, ha un'area totale di 34,4 miglia quadrate (89,2 km²).

## Società

### Evoluzione demografica
Secondo il censimento del 2000, c'erano 1,174 persone.

### Etnie e minoranze straniere
Secondo il censimento del 2000, la composizione etnica della città era formata dal 97,19% di bianchi, lo 0,17% di afroamericani, l'1,36% di nativi americani, lo 0,34% di asiatici, lo 0,09% di altre razze, e lo 0,85% di due o più etnie. Ispanici o latinos di qualunque razza erano l'1,28% della popolazione.